# Sulfonal
Sulfonal ist eine chemische Verbindung aus der Gruppe der Sulfone. Sulfonal wurde 1884 von Eugen Baumann hergestellt und 1888 von Alfred Kast als Schlafmittel eingeführt. Sulfonal wurde auch in der Behandlung von Geisteskranken eingesetzt. Durch die Entwicklung der Barbiturate wurden die Sulfonale durch diese abgelöst.

## Gewinnung und Darstellung
Sulfonal wird aus Aceton und Ethanthiol unter Anwesenheit von Chlorwasserstoff sowie anschließender Oxidation dargestellt. Wird Aceton durch Butanon oder 3-Pentanon ersetzt, entstehen die homologen Verbindungen Trional und Tetronal.

## Homologe
| Sulfonale     |                |                |                |
| Name          | Sulfonal       | Trional        | Tetronal       |
| Grundstruktur |                |                |                |
| Struktur      |                |                |                |
| R1            | –CH3           | –CH3           | –C2H5          |
| R2            | –CH3           | –C2H5          | –C2H5          |
| CAS-Nummer    | 115-24-2       | 76-20-0        | 2217-59-6      |
| PubChem       | 8262           | 6433           | 75197          |
| Summenformel  | C7H16O4S2      | C8H18O4S2      | C9H20O4S2      |
| Molare Masse  | 228,33 g·mol−1 | 242,35 g·mol−1 | 256,38 g·mol−1 |
| Schmelzpunkt  | 124–126 °C     | 74–76 °C       | 85 °C          |